# Sorcerian
 (juin 2019).
Si vous disposez d'ouvrages ou d'articles de référence ou si vous connaissez des sites web de qualité traitant du thème abordé ici, merci de compléter l'article en donnant les références utiles à sa vérifiabilité et en les liant à la section « Notes et références ».
Sorcerian (ソーサリアン, Sōsarian) est un jeu vidéo de type action-RPG sorti en 1987 sur PC-88, puis sur DOS, PC-98, Mega Drive, MSX 2 et PC Engine CD. Le jeu a été développé par l'entreprise japonaise Nihon Falcom.

## Versions
- 1988 - PC-98 ;
- 1988 - Sharp X1 ;
- 1990 - Mega Drive uniquement au Japon ;
- 1990 - DOS aux États-Unis ;
- 1991 - MSX 2 ;
- 1992 - PC Engine CD ;
- 2000 - Remake sur Dreamcast sous le titre Sorcerian: Shichisei Mahou no Shito ;
- 2008 - Wii CV.
- 2022 - Mega Drive Mini 2 uniquement au Japon ;